# Square One (canción de Coldplay)
«Square One» es una canción de la banda inglesa de rock alternativo Coldplay. Pertenece al su tercer álbum de estudio, X&Y, y es la pista inicial del disco. Fue escrita por los miembros de la banda; Guy Berryman, Jon Buckland, Will Champion y Chris Martin. En la canción se emplea el uso de sintetizadores al igual que en la mayoría de canciones del disco. No se lanzó como sencillo, sin embargo era la canción que abría todos los conciertos del Twisted Logic Tour.
Paralela a la versión de estudio, existe una versión grabada en vivo en Holanda incluida dentro como lado B en algunas copias del sencillo de Talk.